# Nagy rügysodró moly
A nagy rügysodró moly (Recurvaria leucatella) a valódi lepkék (Glossata) alrendjébe tartozó sarlós ajkú molyfélék (Gelechiidae) családjába tartozik.

## Elterjedése, élőhelye
Eurázsiában és a Közel-Keleten közönséges faj.
Egész Magyarországon gyakori kártevő.

## Megjelenése
Elülső szárnya fekete, széles fehér keresztszalaggal. A szárny  fesztávolsága 13–15 mm.

## Életmódja
A Kárpát-medencében általában évi 1–3 nemzedéke van, és a fiatal hernyók telelnek át a tápnövények (fák) koronájában.
A hernyók már márciusban felélednek, és ezután a rügyekben, majd az összenőtt, torzult hajtásokban fejlődnek. Májusban fehér gubót szőnek maguknak, és abban bábozódnak be. Az időjárástól függően május–július között rajzanak, majd lerakják petéiket. A hernyók a nyár végén kelnek ki, és lombhullás előtt készítik el telelő gubójukat a fa koronájában.
Tápnövényei a gyümölcsfák. A Kárpát-medencében az alábbi ültetvényeket károsítja:
- birs
- körte
- alma
- naspolya
- mandula
- kajszibarack
- őszibarack
- szilva
- cseresznye
- meggy
- málna
- ribiszke
- köszméte

Emellett megtelepszik a vadon termő gyümölcsfákon és cserjéken is.
Magyarországon a hat leggyakoribb tavaszi moly egyike. Kártétele térben és időben változik.